# Ritratto di Bianca Cappello
Il Ritratto di Bianca Cappello è un affresco staccato (75x52 cm) della bottega di Alessandro Allori, databile al 1560-1585 circa e conservato nella Galleria degli Uffizi a Firenze.

## Storia e descrizione
L'affresco venne rinvenuto nella chiesa di Santa Maria a Olmi a Borgo San Lorenzo dove fu staccato nel 1871. Qui la granduchessa aveva soggiornato con Francesco I de' Medici e probabilmente in quell'occasione si era fatta ritrarre. Considerato all'epoca come il migliore e più espressivo ritratto tra i numerosi della Cappello, venne posto nella Tribuna, dove si è trovato fino ai recentissimi restauri (dal 2010 è nella Sala della Controriforma).
Studi più recenti hanno messo in dubbio le prime ipotesi, come quello di Langedijk che parlò piuttosto di un ritratto di Isabella de' Medici, in base a confronti con altri ritratti dell'epoca, e una mano non dell'Allori, ma di un suo assistente. Va detto che tutti in tutti i quadri che raffigurano Bianca Cappello la fisionomia della donna è molto simile a quella di questo quadro, per cui non è proponibile che si tratti di Isabella o di qualche altro esponente mediceo. La Lecchini Giovannoni propose una data dell'opera a dopo il 1560.
In ogni caso la nobildonna rappresentata è di alta estrazione sociale, come testimoniano la ricchezza dell'abito e dei gioielli. La posa di tre quarti col volto ruotato verso lo spettatore, ma comunque molto composta e ben eretta, rimanda inevitabilmente ai ritratti ufficiali di Bronzino, modello fondamentale fino all'epoca di Ferdinando I de' Medici.

## Altri ritratti di Bianca Cappello

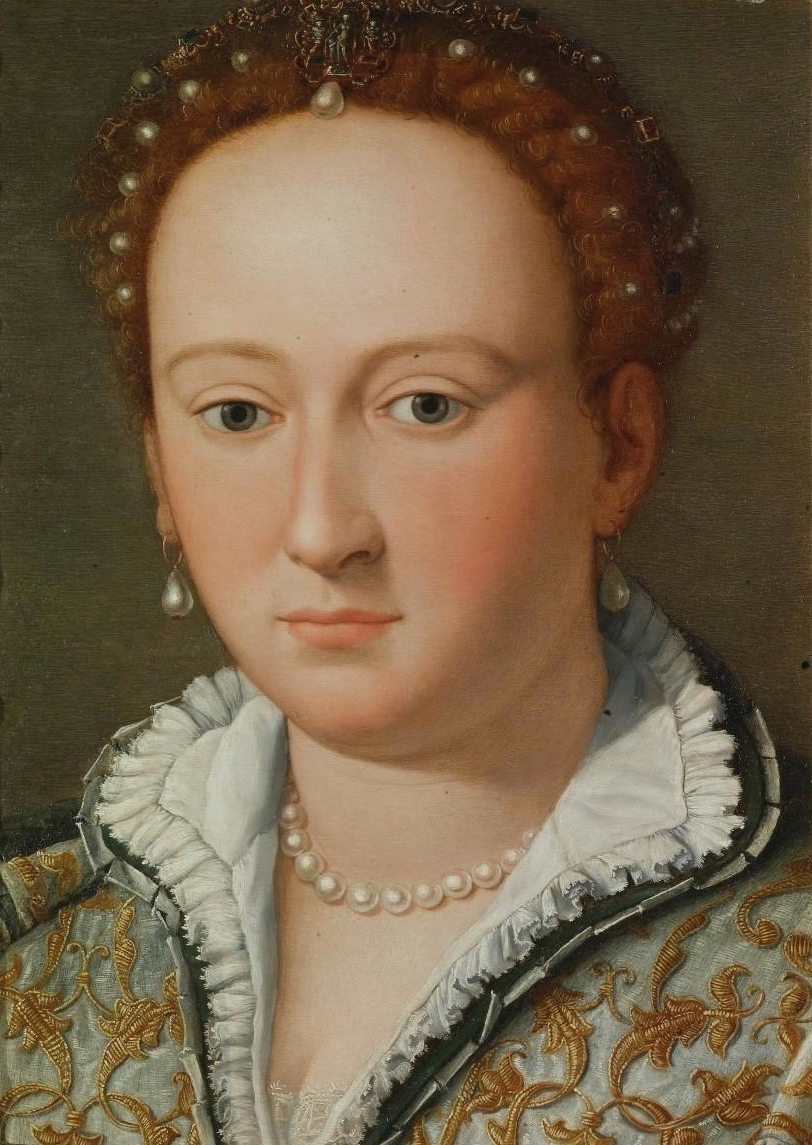
Attribuito all'Allori
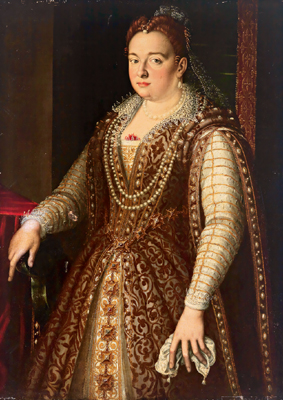
Attribuito all'Allori
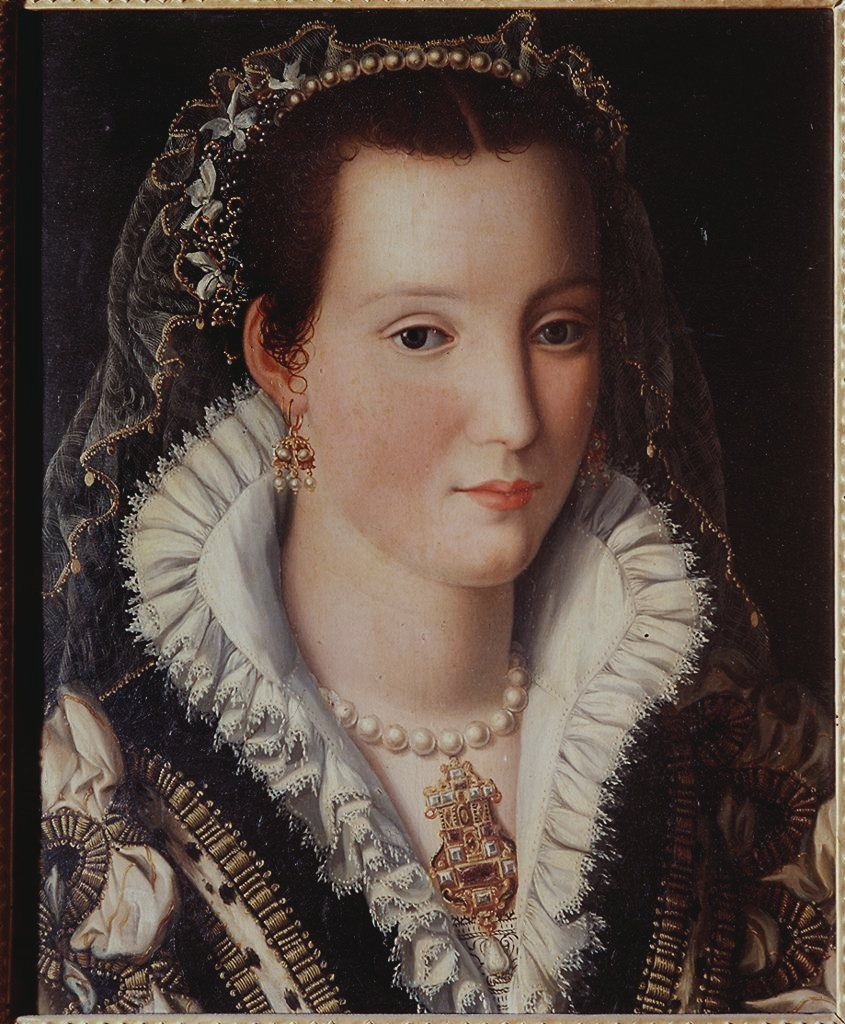
Autore ignoto
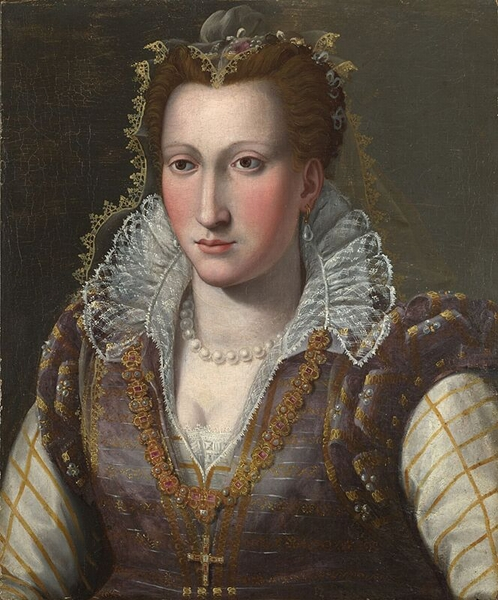
Attribuito al Bronzino, identificazione incerta
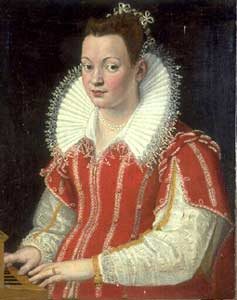
Di Lavinia Fontana